# Gunther Schuller

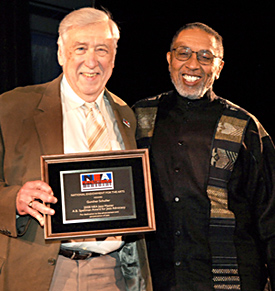
Gunther Schuller (vänster) tar emot NEA Jazz Masters Award för Jazz Advocacy 2008, tillsammans med A. B. Spellman.

Gunther Schuller, född 22 november 1925 i New York, död 21 juni 2015 i Boston, var en amerikansk kompositör, hornist och orkesterledare.

## Biografi
Schuller var son till tyska föräldrar Elsie (Bernartz) och Arthur E. Schuller, som var violinist i New York Philharmonic. Han studerade vid Saint Thomas Choir School och blev en skicklig valthornist och flöjtspelare. Vid 15 års ålder spelade han redan horn professionellt med American Ballet Theatre (1943), följt av ett uppdrag som huvudhornist med Cincinnati Symphony Orchestra (1943-1945), och därefter Metropolitan Opera Orchestra i New York, där han stannade till 1959.
Under sin ungdom studerade Schuller på Precollege Division vid Manhattan School of Music, och kom senare att undervisa på skolan. Han ville emellertid redan under skoltiden spela professionellt, och fick därför aldrig examen från någon institution. Han började sin karriär inom jazzen genom att spela horn med Miles Davis (1949-1950).
År 1955, grundade Schuller och jazzpianisten John Lewis Modern Jazz Society, som gav sin första konsert på rådhuset i New York samma år och blev senare kända som Jazz and Classical Music Society. Under sin tid som föreläsare vid Brandeis University 1957, myntade han uttrycket "Third Stream" för att beskriva musik som kombinerar klassisk musik och jazzteknik. Han blev en entusiastisk förespråkare för den här stilen och skrev många arbeten i enlighet med dessa principer, såsom Transformation (1957, för jazzensemble), Concertino (1959, för jazzkvartett och orkester), Abstraction (1959, nio instrument), och varianter på ett tema av Thelonious Monk (1960, för 13 instrument ) i samverkan med Eric Dolphy och Ornette Coleman. År 1966 komponerade han operan The Visitation. Han iscensatte också Scott Joplins enda kända överlevande opera Treemonisha för Houston Grand Operas uruppförande av detta arbete 1975.
Under 1960- och 1970-talet, var Schuller chef för New England Conservatory, där han grundade The New England Ragtime Ensemble. Under denna period uppehöll han också en rad olika befattningar vid Boston Symphony Orchestras sommarhem i Tanglewood, fungerade som chef för nya musikaktiviteter 1965-1969 och som konstnärlig ledare för Tanglewood Music Center 1970-1984 då han genomförde Tanglewood Festival of Contemporary Music.
Schuller tilldelades under sin karriär en lång rad utmärkelser och tilldelades bl. a. två grammies som kompositör respektive orkesterledare.